# آندامیون موراتاج
آندامیون موراتاج (آلبانیایی: Andamion Murataj؛ زادهٔ تیرانا) یک کارگردان، تهیه کننده و فیلم‌نامه‌نویس اهل آلبانی است که در حال حاضر در نیویورک زندگی می‌کند. وی برای همکاری با جوشوا مارستون در نوشتن فیلم‌نامهٔ بخشش خون شناخته شده است.
وی در تیرانا به دنیا آمد و بزرگ شد. برادرش برای تعدادی از برنامه‌های تلویزیونی و فیلم‌های مستند کار کرده است و خواهرش، ویولانا موراتاج یک عکاس و هنرمند است و در گالری تیت در لندن فعالیت می‌کند. آندامیون قبل از مهاجرت به ایالات متحده برای چندین سال در آتن، پایتخت کشور یونان زندگی کرد. پس از نقل‌مکان به ایالات متحده، در دانشگاه امریکن در واشینگتن، دی.سی. به تحصیل مشغول شد.

## جوایز
- خرس نقره‌ای برای بهترین فیلم‌نامه (مشترکاً با جوشوا مارستون) برای فیلمبخشش خون، ۲۰۱۰ جشنواره بین‌المللی فیلم برلین[۵]